# Осман Кутрев
Осман Кутрев е български ислямски духовник, районен мюфтия на Благоевградското мюфтийство от 2021 година.

## Биография
Кутрев е роден в 1984 година в неврокопското  село Дебрен. Завършва основно образование в родното си село, а средно и висше образование - в Турция. През юли 2021 година е избран за  районен мюфтия на обл.Благоевград със седалище в Гоце Делчев.